# Sporopodium phyllocharis
Sporopodium phyllocharis är en lavart som först beskrevs av Jean François Montagne, och fick sitt nu gällande namn av A. Massal. 1855. Sporopodium phyllocharis ingår i släktet Sporopodium och familjen Ectolechiaceae.   Inga underarter finns listade i Catalogue of Life.